# Eulithoxenus mongolicus
Eulithoxenus mongolicus is een rechtvleugelig insect uit de familie sabelsprinkhanen (Tettigoniidae). De wetenschappelijke naam van deze soort is voor het eerst geldig gepubliceerd in 1928 door Uvarov.